# Friedrich Alles
Friedrich Alles (* 28. November 1905 in Oberhausen; † 30. März 1968) war ein deutscher Politiker und Landtagsabgeordneter (CDU).

## Leben
Nach dem Besuch der Volksschule absolvierte er eine Eisenbahnfachausbildung und war als Sachbearbeiter (kaufmännischer Angestellter) im Personal- und Arbeitsschutz tätig. Seit 1925 war Alles Gewerkschaftsmitglied. Mitglied der CDU wurde er 1947. Er arbeitete in zahlreichen Gremien der CDU und in der evangelischen Kreissynode in Oberhausen mit.

## Abgeordneter
Vom 21. Juli 1958 bis zum 20. Juli 1962 war Alles Mitglied des Landtags des Landes Nordrhein-Westfalen. Er wurde im Wahlkreis 075 Oberhausen II direkt gewählt.